# Daniel Solander
Daniel Carl Solander (Öjebyn, la ciudad vieja de Piteå, (Suecia); 19 de febrero de 1733 - Londres; 13 de mayo de 1782) fue un botánico, algólogo, explorador sueco, uno de los diecisiete apóstoles de Linneo.

## Biografía
Nació en el norte de Suecia y pasó su juventud en la vicaría de Björklunda en Öjebyn. Estudió la botánica en la Universidad de Upsala durante muchos años bajo la dirección de Carlos Linneo.
En 1759 Solander viajó a Inglaterra y pronto se hizo un miembro respetado de la Royal Society: la Academia Inglesa de Ciencias. Cuando el capitán James Cook alzó las velas para empezar su famosa vuelta mundial marítima con la nave Endeavour el 26 de agosto de 1768, el sueco Daniel Solander era uno de los hombres a bordo de esta nave. Miles de plantas y de animales, sobre todo insectos, fueron recolectados, descritos y nombrados por Solander durante este viaje, y hoy hay muchos lugares en Nueva Zelandia y Australia que llevan el nombre de Daniel Solander quien nunca volvió a Suecia. Murió a la edad de 49 años en Inglaterra.
Fue miembro esporádico de la Sociedad Lunar.

## Epónimos
Géneros
- (Solanaceae) Solandera Kuntze[1]

Especies
- (Anacardiaceae) Pleiogynium solandri (Benth.) Engl.[2]
- (Apocynaceae) Geissospermum solandri Miers[3]
- (Asteliaceae) Astelia solandri A.Cunn.[4]
- (Asteliaceae) Funckia solandri Kuntze[5]
- (Asteraceae) Aster solandri E.Forst. ex Forbes[6]
- (Brassicaceae) Lepidium solandri Kirk[7]
- (Buxaceae) Crantzia solandri Vahl ex Baill.[8]
- (Cyperaceae) Carex solandri Boott[9]
- (Fagaceae) Fagus solandri Hook.f.[10]
- (Fagaceae) Nothofagus solandri (Hook.f.) Oerst.[11]
- (Gesneriaceae) Rhabdothamnus solandri A.Cunn.[12]
- (Globulariaceae) Alypum solandri Hort. ex Steud.[13]